# Tehsil
Tehsil hay tahsil/tahasil (tiếng Punjabi: ਤਹਿਸੀਲ, tiếng Urdu: تحصیل‏, tiếng Hindi: तहसील), hoặc 
taluk (taluq/taluka) và mandal, là một đơn vị hành chính ở một số quốc gia Nam Á.
Nhìn chung, tehsil là một thành phố hay thị trấn trung tâm, có thể có thêm một số thị trấn khác, và một số làng. Là một thực thể của chính quyền địa phương, nó có tài chính và quyền lực điều hành riêng đối với các làng và đô thị trực thuộc.